# Syndelphax disonyma
Syndelphax disonyma är en insektsart som först beskrevs av George Willis Kirkaldy 1907.  Syndelphax disonyma ingår i släktet Syndelphax och familjen sporrstritar.
Artens utbredningsområde är Egypten. Inga underarter finns listade i Catalogue of Life.